# Anaxyrus hemiophrys
Anaxyrus hemiophrys е вид жаба от семейство Крастави жаби (Bufonidae). Видът е незастрашен от изчезване.

## Разпространение
Разпространен е в Канада и САЩ.

## Описание
Продължителността им на живот е около 13,3 години. Популацията на вида е намаляваща.